# Ate (dulce)

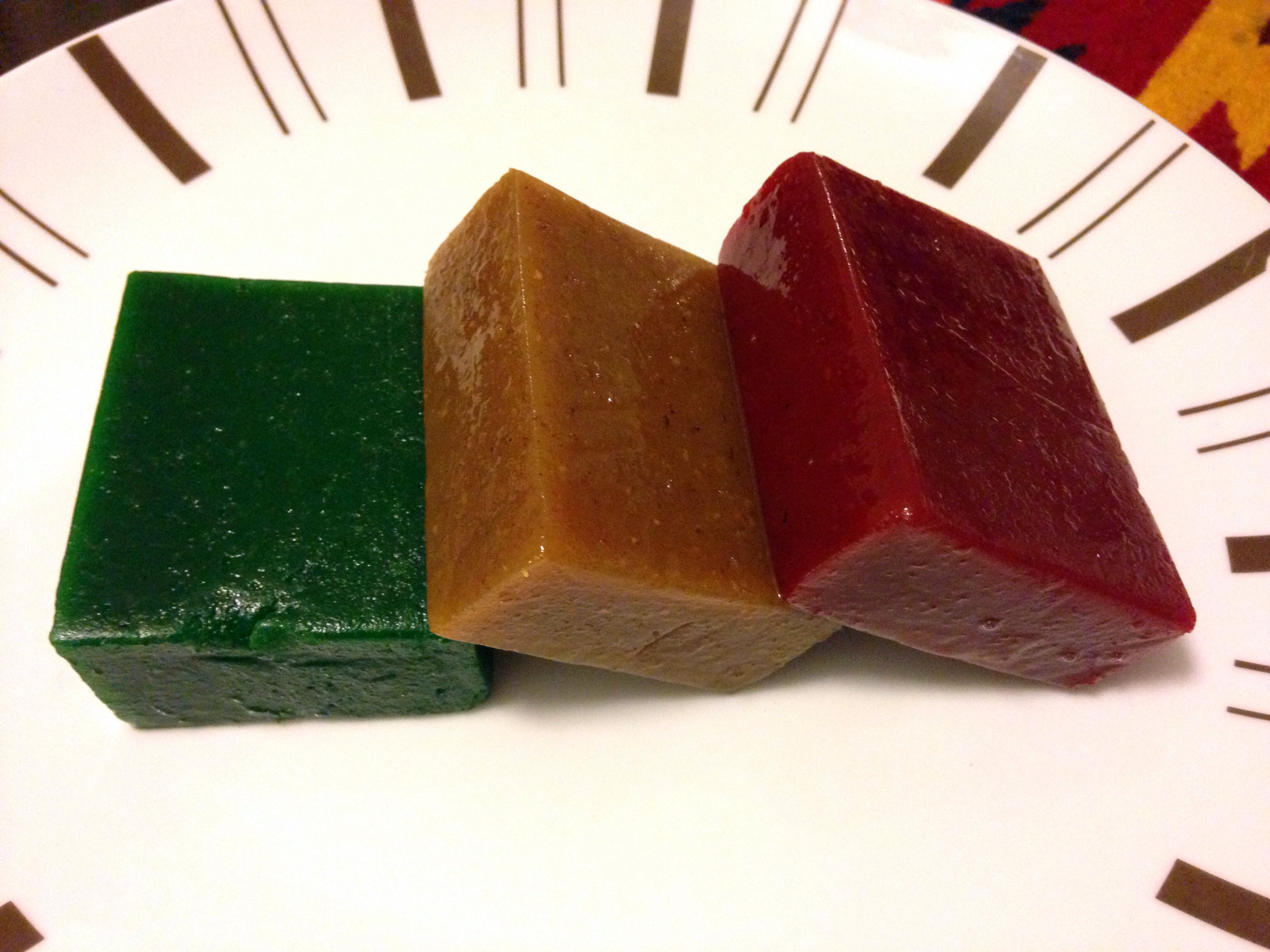
Cuadros de ate de pera, membrillo y guayaba.

El ate es un dulce mexicano producido en distintas regiones de México producido en molde o en barra como el dulce de membrillo, elaborado con distintas recetas y frutos como guayaba, pera, zapote, calabaza, tejocote, mango y manzana. En ciertas regiones del país, es considerado parte de la gastronomía local, como el caso del estado de Michoacán en donde la denominación ate de Morelia tiene denominación oficial.
La receta del ate llegó al actual México con el Virreinato de la Nueva España pero, a diferencia del dulce de membrillo, la preparación mexicana se realiza con distintas frutas y en distintas preparaciones, dependiendo la zona del país. Cuando se sirve, se acompaña de una rebanada de queso.
El ate en Michoacán cuenta con una variedad llamada ate de Morelia, producida en la capital michoacana por una industria que cuenta a cerca de 3 500 personas. El Instituto Mexicano de la Propiedad Industrial certificó esta denominación como una marca colectiva en Michoacán.